# P904i
FOMA P904i（フォーマ・ピー きゅう まる よん アイ）は、パナソニック モバイルコミュニケーションズによって開発された、NTTドコモの第三世代携帯電話（FOMA）端末である。

## 概要
- この端末の外観上の特徴はアシンメトリースタイルで、閉じた状態の右側にそれぞれの色に合わせたミラーパネルを配置している。またPの伝統であるカスタムジャケットは前機種のP903iまでとは異なり、デザインだけではなく、プライベートウィンドウの表情も大きく変化する。以前とは違いカスタムジャケットの装着必須ではない。ワンプッシュオープンボタンも踏襲している。本体左側に4つの「ヒカリアイコン」が配置され、不在着信などの情報を確認できる。ボタンは白色に光る。
- FOMA 904i シリーズ共通の機能の中では、うた・ホーダイ、2in1、直感ゲームに対応した。
- また、GPS、3Gローミング（WORLD WING）対応。ミュージックプレイヤーはSD-Audio（AAC/AAC+SBR）着うたフルに加え、Pシリーズで初めてWindows Media Audio形式の音楽ファイル再生に対応、またデジタル著作権管理 (Digital Rights Management) に対応している事により、Napster等の有料音楽配信サイトも利用できる。利用に関しては、USBケーブル、Windows XPまたはWindows Vista対応パソコン、Windows Media Player10以上が必要となる。連続再生時間はSD-Audioで65時間。前機種同様、Bluetoothにも対応し、3つの操作で簡単にBluetooth接続して音楽を再生できるようになった。
- 外部メモリーはmicroSD対応である。カメラ性能はオートフォーカス・静止画6軸手ブレ補正対応νMaicovicon約320万画素。テレビ電話用のサブカメラはCMOS約11万画素。
- P9xxiシリーズの課題ともいえた画面も従来より大幅に改善され、高画質が売りのワンセグ端末P903iTVと同じモバイルPEAKSプロセッサーを搭載し、1000：1のハイコントラストを実現し、またP903iの2.4インチから2.8インチと大画面化した。これまで、Pシリーズはメインカメラが液晶側だったため大画面化すると異様に厚くなったが、この機種より位置をキー側に変更したため大画面化に成功した。以上の点から、これまでのP9xxiシリーズとはかなりに違うデザインとなっている。
- P903iから引き続きあんしんキーも同梱している。

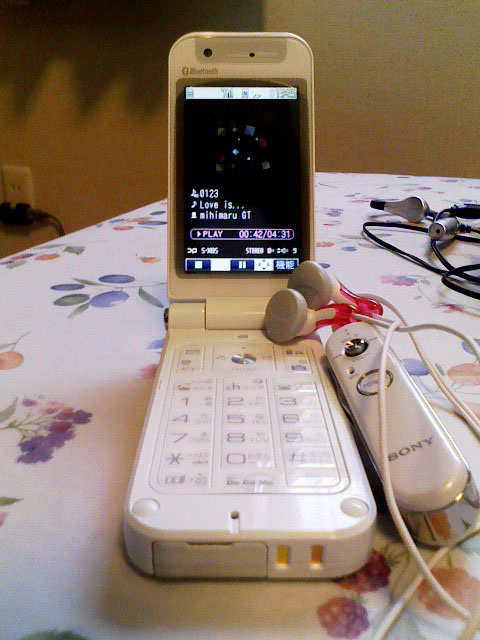
Bluetooth使用による音楽再生
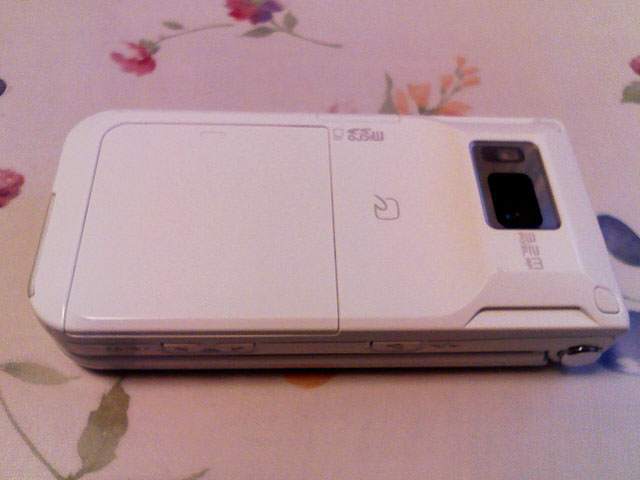
P904i 裏側

| 主な対応サービス           | 主な対応サービス                    | 主な対応サービス         | 主な対応サービス                                     |
| -------------------------- | ----------------------------------- | ------------------------ | ---------------------------------------------------- |
| DCMX／おサイフケータイ     | うた・ホーダイ                      | 着うたフル／着うた       | デジタルオーディオプレーヤー(WMA)(AAC)(SDオーディオ) |
| 直感ゲーム／メガiアプリ    | Music&Videoチャネル／ビデオクリップ | 3Gローミング             | プッシュトーク                                       |
| FOMAハイスピード           | GPS／ケータイお探し                 | デコメール／デコメ絵文字 | iチャネル                                            |
| 着もじ                     | テレビ電話／キャラ電                | 電話帳お預かりサービス   | フルブラウザ                                         |
| おまかせロック／バイオ認証 | 外部メモリーへiモードコンテンツ移行 | トルカ                   | iC通信／iCお引越しサービス                           |
| きせかえツール／マチキャラ | バーコードリーダ／名刺リーダ        | 2in1                     | エリアメール                                         |

1. ↑  「しゃべる」は非対応。
2. ↑  BモードのメールはWebメールとなる。

- iアプリは「塊魂モバイル（直感ゲーム）」、「Gガイド番組表リモコン」、「DCMXクレジットアプリ」、「ケータイクレジットiD」をプリインストール。

## 沿革
- 2007年1月31日 - 電気通信端末機器審査協会（JATE）通過
- 2007年2月13日 - 技術基準適合証明（TELEC）通過
- 2007年4月23日 - D904i・F904i・N904i・P904i・SH904iの開発が発表。
- 2007年6月15日 - 発売開始